# La Monumental
La Monumental [ɫə munumənˈtaɫ] (vollständiger Name auf Katalanisch Plaça de Braus de la Monumental bzw. auf Spanisch Plaza de toros Monumental de Barcelona, ursprünglich auch El Sport genannt) ist eine 1914 eröffnete und bereits 1916 erweiterte Stierkampf-Arena in der Hauptstadt Kataloniens Barcelona.

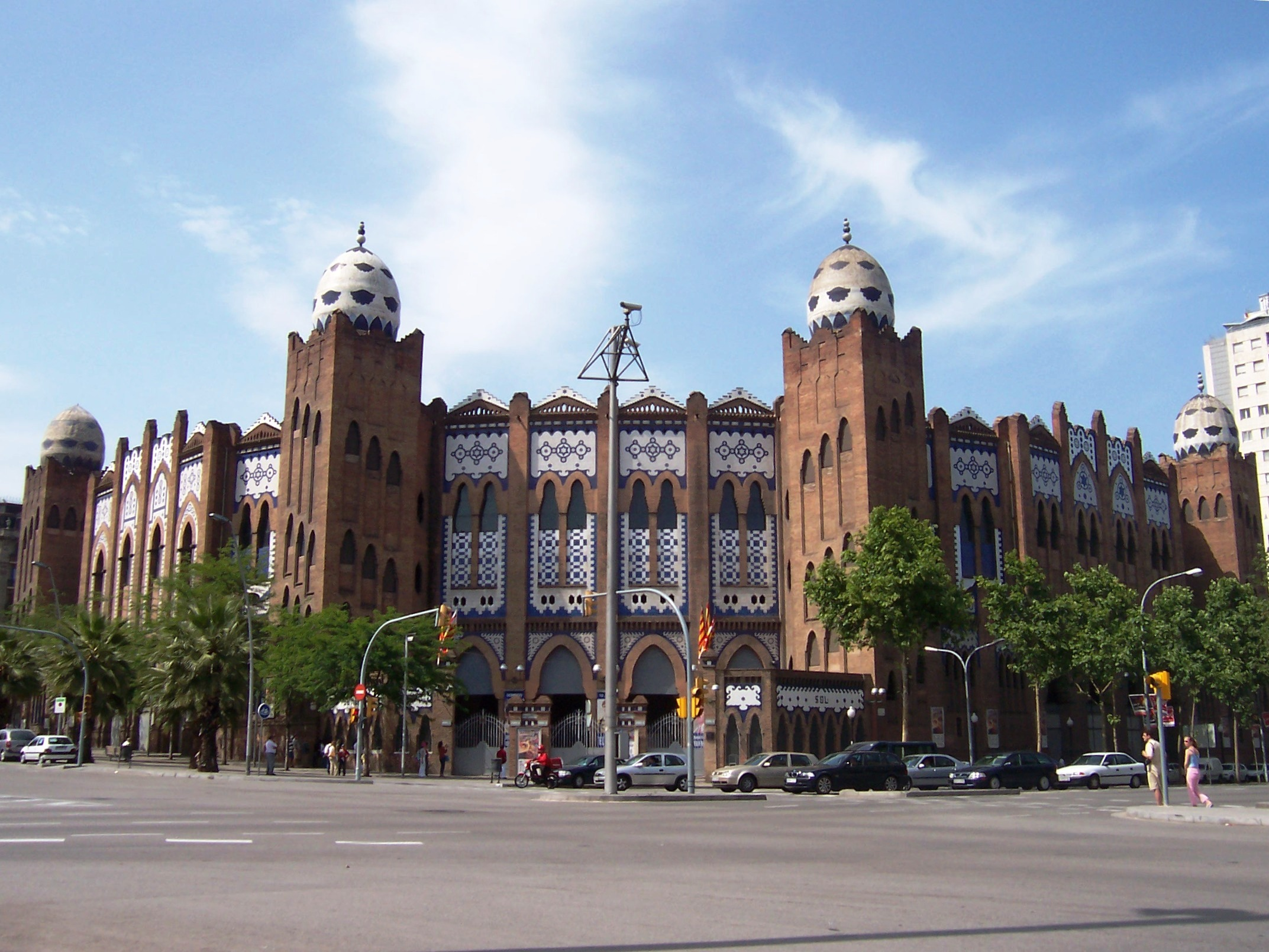
La Monumental

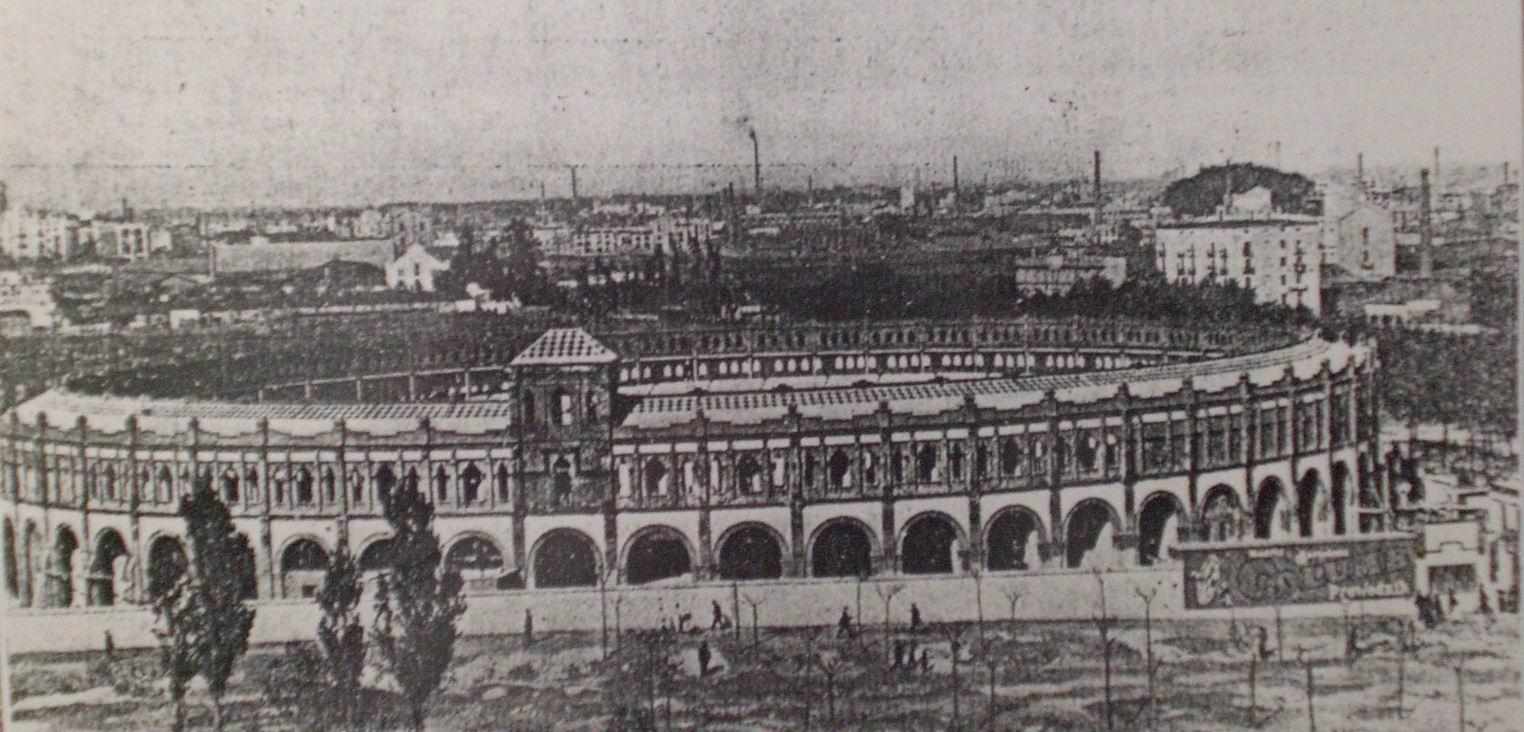
„El Sport“ 1914, vor der Erweiterung

Luftaufnahme der Plaza de toros Monumental von Walter Mittelholzer, 1931/31

Am Zusammentreffen von Gran Via und Carrer de la Marina im Distrikt Eixample gelegen, bietet sie Platz für 19.582 Zuschauer in 26 Reihen, wovon alle ab dem ersten Rang überdacht sind. Der Stil des Gebäudes kann als ein spätes Beispiel des Modernisme mit Neo-Mudéjar-Einflüssen beschrieben werden. Architekt des ursprünglichen Gebäudes war Manuel Joaquim Raspall i Mayol, die Erweiterung im Mudéjarstil stammt von Ignasi Mas i Morell, gemeinsam mit Domènec Sugrañes i Gras.
Es war die letzte Stierkampfarena Kataloniens, in der noch Corridas abgehalten wurden. Der letzte Stierkampf fand dort am 25. September 2011 statt. Nach einem Volksbegehren hatte das katalanische Regionalparlament am 28. Juli 2010 weitere Stierkämpfe verboten. Als zukünftige Nutzung sind vor allem Musikveranstaltungen und Zirkusvorstellungen vorgesehen. Im Juni 2014 wurde kolportiert, dass der Emir von Katar mehr als zwei Milliarden Euro aufwenden wolle, um die Arena zu kaufen und in die drittgrößte Moschee der Welt umzubauen.
In der Vergangenheit traten bereits Größen wie die Beatles (1965), die Rolling Stones (1976), Bob Marley (1980), Tina Turner (1990), Dire Straits (1992) oder Bruce Springsteen (1992) auf.
Einer der bekannten Stierkämpfer in dieser Arena, die zusammen mit Las Ventas in Madrid und la Maestranza in Sevilla die wichtigste Spaniens ist, war José Tomás.